# 중화반점
중화반점(中華飯店)은 대한민국의 가수 루이스의 노래로, 실제로 서울특별시 마포구 아현동에 위치한 모 중식집을 모델로 제작된 곡이다.
이 곡은 중국 가요를 연상시키는 멜로디에 한국의 트로트 리듬, 재치 있는 가사가 섞여 있다. 처음 공개된 것은 1999년 여름으로, 2000년에 발매된 루이스의 두 번째 정규 음반 《天才少年》에 중국어 버전과 함께 수록되었다. 곡의 맨 앞 부분 인트로는 노브레인과 위퍼(Weeper)의 음반 《OUR NATION 2》의 9번 트랙 〈무제〉에서 모티브를 얻었다.

## 사이버 공간에서의 인기
원래의 곡은 큰 인기를 얻지는 못하였다. 그러나 2001년에 춘부라더쓰라는 2인조 그룹이 이 곡에 맞춰 춤을 추는 동영상을 찍어 인터넷에 올렸는데, 우스꽝스러운 동작과 중독성 강한 노래 가락이 어우러져 전 세계 누리꾼 사이에서 큰 인기를 끌었다. 춘부라더쓰는 해당 동영상을 통하여 원작자 루이스와 연락이 닿아, 루이스가 프로듀싱을 맡은 2002 한일월드컵 응원 음반을 발매하기도 하였다.
사이버 공간에서의 인기를 바탕으로, 이 노래는 중국 요리를 파는 음식점에서 통화 연결음으로 선택되기도 하였고, 합창단에서 합창으로 부르기도 하였다. 2016년 2월 8일에는 KBS 2TV 《전국 아이돌 사돈의 팔촌 노래자랑》에서 레인보우 재경과 엔플라잉 재현이 이 노래를 불렀다. 2016년 3월에는 한 누리꾼이 제20대 국회의원 선거를 앞두고 정치에 대한 시민의 자각을 촉구하고자 〈국회백점〉으로 개사한 노래를 유튜브에 올리기도 하였다.